# Baba (Orient)
Baba bedeutet auf Türkisch, Persisch, Aramäisch und Arabisch ‚Vater‘. Nachgestellt wird es im Türkischen heute noch als ehrenvolle Anrede verwendet.
Im islamischen Kulturkreis wird Baba ab dem 10. Jahrhundert im Sufismus als Titel verwendet. Ein Beispiel hierfür ist Bābā Kūhī. Auch ist Baba namensgebend für die Bābāʾī-Bewegung. Bei den späteren Bektaschi- und Qalandar-Derwischen wurde die Bezeichnung ebenfalls im Sinne eines Titels verwendet. Beispiele hierfür sind Koyun Baba oder Gül Baba. Teils ist dieser Titel die Vorstufe zum Dede (‚Großvater‘). Die Bezeichnung findet sich auch bei den Aleviten.
Neben der Verwendung in religiösen Zusammenhängen wurde Baba auch innerhalb bestimmter Berufsgruppen verwendet.
Im heutigen Sprachgebrauch der Türkei werden auch Mafia-Bosse als „Baba“ bezeichnet. Im Dialektwörterbuch wird Baba verzeichnet als Bezeichnung für Lepra.